# تغير المناخ في سوريا

موقع سوريا على خريطة الشرق الأوسط

أثر تغير المناخ في سوريا بشكل كبير على البيئة السورية وكذلك على معيشة المجمع السوري، إذ يؤثر الجفاف الناجم عن تغير المناخ ونقص المياه وارتفاع درجات الحرارة وتدهور التربة على الزراعة بشكل خاص. تُعاني سوريا منذ سنوات من تسارع وتيرة التصحر كنتيجة لتغير المناخ، وقد بذلت سوريا الكثير من الجهود وسلكت العديد من السبل للحد من أثار التغيرات المناخية لديها، فصادقت على اتفاقية باريس للمناخ، وقدمت مساهماتها المحددة وطنيا للحد من انبعاث الغازات الدفيئة وركزت على تدابير التكيف وخطط التخفيف من هذه الانبعاثات خلال فترة تمتد بين عامي 2020-2030. تُساهم سوريا بنسبة 0.1٪ فقط من الانبعاثات العالمية للغازات الدفيئة، وعلى الرغم من ذلك، فإنها معرضة للتضرر بشدة بفعل التأثيرات الناجمة عن تغير المناخ.

## انبعاثات غازات الاحتباس الحراري
قدرت منظمة تأثير المناخ حجم انبعاثات غازات الاحتباس الحراري خلال عام 2023 بنحو 60 مليون طن من مكافئ ثاني أكسيد الكربون، وكان قطاعا النقل وتوليد الطاقة صاحبا النصيبين الأكبر من هذه الانبعاثات. أعدت سوريا أول بلاغ وطني لها بشأن تغير المناخ عام 2010 بعد أن بلغ إجمالي حجم انبعاثات غازات الاحتباس الحراري 79 مليون طن من مكافئ ثاني أكسيد الكربون خلال عام 2005. وتركزت أسباب هذه الانبعاثات بشكل رئيسي في قطاع الطاقة (73%)، يليه قطاع الزراعة (18%). وساهم هذان القطاعان بأكثر من 90% من إجمالي حجم الانبعاثات في سوريا. كما ساهمت النفايات بنسبة بلغت حوالي 5% من هذه الانبعاثات بين جميع القطاعات خلال الفترة من عام 1994 إلى عام 2005، إذ ينبعث غاز الميثان من النفايات بشكل رئيسي، وخاصة من النفايات العضوية في مكبات النفايات ومياه الصرف الصحي غير المعالجة، بينما يُشكّل غاز ثاني أكسيد الكربون غالبية الانبعاثات الناتجة عن استخدام الوقود الأحفوري في وسائل النقل وتوليد الكهرباء. ومع ذلك، لا تلزم اتفاقية الأمم المتحدة الإطارية بشأن تغير المناخ أيّة أطراف بالإبلاغ عن الانبعاثات الناتجة عن الأنشطة العسكرية.

## التأثير على البيئة الطبيعية

### درجات الحرارة والتغيرات الجوية
هناك تباين إقليمي وموسمي في حالات الجفاف في سوريا. فقد شهدت مواسم الخريف زيادات طفيفة في معدلات هطول الأمطار، بينما انخفضت معدلات هطول الأمطار خلال مواسم زراعية حرجة مثل الشتاء والربيع بشكل مطرد. بالإضافة إلى ذلك، شهد الجزء الجنوبي الغربي من سوريا، والواقع بالقرب من سواحل البحر الأبيض المتوسط، زيادات طفيفة في معدلات هطول الأمطار، بينما انخفضت معدلات هطول الأمطار في الجزء الشمالي الغربي بشكل مطرد. وقد وُجد أن مخاطر الجفاف كانت أكثر فداحة في مناطق مثل بلدة قدموس. ويُعتبر موسم الجفاف السوري، الذي امتد من عام 2006 إلى عام 2011، على نطاق واسع أحد أسوأ موجات الجفاف التي حدثت في تاريخ المنطقة، فقد تسبب في حدوث تدهور زراعي واسع النطاق، وخاصة في الجزء الشمالي الشرقي من سوريا، كما تأثرت المجتمعات الزراعية والرعوية به بصورة بالغة، إذ أجبرت الأزمة ما يقرب من 1.5 مليون سوري ريفي على ترك الريف والنزوح إلى المدن. وفي حين أن تلك الفترة الزمنية تتسق مع بيانات انخفاض هطول الأمطار، إلا أن بعض الدراسات تُشير إلى أن الجفاف السوري لم يكن جزءًا من اتجاهات الجفاف طويلة الأمد الناجمة عن تغير المناخ. تشهد سوريا موجات حرّ مستمرة، لا سيما منذ العقد الثاني من القرن الحادي والعشرين. وقد ازدادت وتيرة الظواهر الجوية المُركّبة، وهي ظواهر حارة وجافة في آنٍ واحد. وتشهد هذه الموجات زيادة سنوية في تواترها بنسبة 6.3%. وتبرز هذه الظواهر المتطرفة بشكل خاص في شمال شرق وجنوب غرب سوريا. ومن المتوقع أن يرتفع كلٌّ من تواتر وشدة ظواهر الحرّ الشديد بشكل ملحوظ، وهو ما ينطبق بشكل خاص على المناطق المكتظة بالسكان في سوريا. ومن المتوقع أيضًا أن يزداد عدد الأشخاص المعرضين للحرارة الشديدة، حيث من المتوقع أن يصبح سكان المناطق الحضرية في سوريا أكثر عرضة لها.

### الموارد المائية
يتجلى تأثير تغير المناخ على سوريا في مشكلات ندرة المياه، إذ يتميز الشرق الأوسط بمناخ جاف، ويفاقم تغير المناخ انخفاض مستويات هطول الأمطار الحالية مما يُزيد قابلية مناخ الشرق الأوسط للجفاف. وقد انخفض إجمالي هطول الأمطار في سوريا بمرور الوقت خلال الفترة ما بين عامي 1991 و2009، وخاصة في الجزء الشمالي الغربي من سوريا في فصلي الشتاء والربيع. أظهرت التقارير البيئية الصادرة في سوريا حتى عام 2011 اتجاهات مماثلة، إلى جانب ارتفاع متوسط درجات الحرارة، مما أدى إلى إحداث حالات جفاف شديدة. كما ازدادت فترات الجفاف هذه في تواترها وشدتها منذ أواخر عقد التسعينيات من القرن العشرين فصاعدًا، حيث استمر بعضها لمدة تصل إلى 200 يومًا. وقد حدثت أشهر فترات الجفاف خلال أعوام: 1998-1999، و2007-2008، و1972-1973، و2014، و2016.
من المرجح أن يستمر تفاقم مشكلة ندرة المياه في سوريا بسبب الجفاف، بما يتماشى مع توقعات اللجنة الدولية للتغيرات المناخية بانخفاض معدلات هطول الأمطار في حوض البحر الأبيض المتوسط. كما يمكن أن ترتفع درجات الحرارة خلال الفترة ما بين عامي 2021 و2050 بنحو 1.6-2 درجة مئوية، مع انخفاض معدلات هطول الأمطار بنحو 11% في الشتاء و8% في الربيع. وبحلول عامي 2070-2099، يمكن أن ترتفع درجات الحرارة بمقدار 4 درجات مئوية، مع انخفاض إجمالي قدره 22% في المعدل السنوي لهطول الأمطار على جميع أنحاء المنطقة. تتنبأ هذه التقارير أيضًا بحدوث انخفاض في الجريان السطحي بنسبة تتراوح ما بين 25-27%، مما يؤدي إلى فترات جفاف مطولة وفيضانات ساحلية وعواصف ترابية مكثفة. من المتوقع أن ينخفض تصريف ذروة نبع فيجة، وهو مصدر حيوي للمياه يقع بالقرب من مدينة دمشق السورية، بنسبة 20% بحلول عام 2050، وما يصل إلى 50% بحلول نهاية القرن الحادي والعشرين. قد يؤدي انخفاض إعادة التغذية نتيجةً لانخفاض الثلوج وارتفاع معدل التبخر إلى انخفاضٍ في التصريف السنوي بنسبة تتراوح بين 9% و30% بحلول نهاية القرن الحادي والعشرين. ويُشكل انخفاض إنتاج مياه نبع الفيجة مخاطر على إمدادات المياه في دمشق.

## التأثيرات

### التأثيرات على الزراعة
كان لتأثير تغير المناخ خلال فترات الجفاف آثار بالغة على النظم الزراعية في سوريا. حيث تُروى نحو 10% فقط من الأراضي الزراعية في سوريا باستخدام مياه الآبار والترع والمياه الجوفية، بينما يعتمد الجزء المتبقي منها على هطول الأمطار. وقد أدى انخفاض هطول الأمطار، وسوء ممارسات الري، وإهمال الحكومة للمناطق الريفية إلى إضعاف الأمن الغذائي وتقليل فرص العمل. فعلى سبيل المثال، انخفض إنتاج القمح في سوريا بشكل كبير خلال السنوات الماضية، مما أجبر سوريا على استيراده من الخارج لأول مرة. ويعود هذا الضغط الشديد على القطاع الزراعي في سوريا إلى الجفاف الناجم عن تغير المناخ، مما أدى إلى تفاقم مشكلة ندرة المياه. ومن المُمكن أن تؤدي التغيرات المناخية المتوقعة إلى انخفاض الإنتاجية الزراعية وزيادة ملوحة التربة في سوريا. وينطبق هذا بشكل خاص على مناطق مثل منطقة الهلال الخصيب، وهي منطقة حيوية للزراعة، حيث أدى انخفاض هطول الأمطار إلى خسائر فادحة في المحاصيل. لطالما شكل الاستخدام غير المستدام لموارد المياه في سوريا ومستويات الأنهار المستنفدة مخاطر بيئية فادحة، ومن المرجح أن تؤدي اتجاهات المناخ المستقبلية إلى تفاقم استنزاف المياه الجوفية وزيادة الاعتماد على هطول الأمطار.
لقد تسبب تغير المناخ في إحداث أضرار جسيمة لسبل عيش المزارعين السوريين، إذ تسبب الجفاف والتصحر في النزوح الجماعي لما يقرب من 1.5 مليون شخص من المجتمعات الزراعية الريفية إلى البيئات الحضرية. أدت مواسم الجفاف المتكررة تلك، إلى جانب سوء الإدارة الحكومية في سوريا، إلى فقدان ما يقرب من 800000 مزارع لسبل عيشهم. ومن المتوقع أيضًا أن تكون الآثار الاقتصادية لتغير المناخ على سوريا مدمرة، حيث تشير التوقعات إلى أن أي أسرة سورية، ريفية كانت أم حضرية، ستخسر ما بين 1.6 إلى 2.8 في المائة من رفاهيتها سنويًا بسبب تغير المناخ. تمتلك أفقر فئات المزارعين في سوريا أقل قدر من الموارد للتعافي من الجفاف. لذلك، فإنهم يتأثرون بنقص المياه بصورة أكبر من غيرهم، بالإضافة إلى أنهم يستغرقون وقتًا أطول للتعافي ماليًا.

### التأثيرات على صحة الإنسان
أدى الجفاف الذي ضرب سوريا في الفترة ما بين عامي ٢٠٠٦ و٢٠١٠ إلى انخفاض الإنتاجية الزراعية وتراجع فرص الحصول على الغذاء، بالإضافة إلى ندرة المياه. وقد أدت ندرة المياه النظيفة، وخاصةً بعد الجفاف الكبير الذي شهدته سوريا، إلى زيادة خطر الإصابة بالأمراض المنقولة بالمياه. كما أدى ضعف البنية التحتية للصرف الصحي إلى تفاقم الهشاشة الصحية، إلى جانب النزوح والاكتظاظ السكاني اللذين زادا من معدلات انتقال الأمراض. وقد تؤدي الآثار المناخية في سوريا إلى تدهور التغذية نتيجةً لانعدام الأمن الغذائي المرتبط بخسائر الإنتاجية الزراعية. كما قد يزداد انتشار الأمراض المنقولة بالمياه، مع تزايد مخاطر الإصابة بالملاريا والأمراض المنقولة بالنواقل نتيجةً لتغير المناخ وتزايد أعداد القوارض المقاومة للجفاف. وقد دعت منظمة الصحة العالمية إلى زيادة الدعم في مجال مراقبة الأمراض، وخدمات الصحة النفسية، والتأهب للطوارئ. كما تدعو المنظمة إلى تقديم المساعدات الموجهة لمعالجة هذه الآثار الصحية.
كما أن هناك أضرارًا صحية مرتبطة بنظام توليد الكهرباء في سوريا. فمحطات توليد الطاقة التي تُدار باستخدام زيت الوقود الثقيل، وبسبب ارتفاع نسبة الكبريت فيها، تُسبب أضرارًا صحية فادحة من خلال الملوثات التي تؤدي إلى حدوث مُشكلات في الجهاز التنفسي والقلب والأوعية الدموية. تختلف تكاليف هذه المشكلات الصحية اختلافًا كبيرًا تبعًا للكثافة السكانية المحيطة بمحطات الطاقة. فالمنشآت القريبة من المناطق المكتظة بالسكان، مثل تلك الموجودة في مدينة دمشق، تتسبب في حدوث أضرار صحية كبيرة نظرًا لتعرض المزيد من الناس للملوثات.

### الصراعات

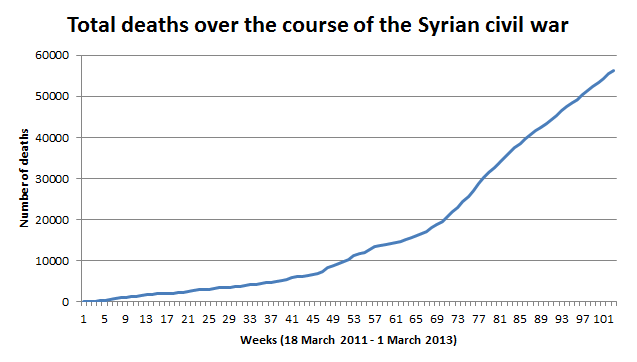
منحنى يوضح عدد الوفيات الإجمالي نتيجة للحرب الأهلية السورية على مدار السنوات

أثر الجفاف الشديد الذي ضرب سوريا في أوائل العقد الأول من القرن الحادي والعشرين على الإنتاج الزراعي. وساهمت العوامل الاقتصادية في تأجيج الاضطرابات، إلى جانب فشلها في معالجة الأزمة الإنسانية المتفاقمة. ويعود تاريخ الاستياء في المناطق الريفية في سوريا إلى ما قبل الجفاف الكبير بسنوات عديدة. كما لعبت وسائل الإعلام السورية دورًا في تفاقم الأزمة، حيث تجاهلت مناقشة أسباب الجفاف وعواقبه الاقتصادية والسياسية. وبشكل أشمل، كان تغير المناخ، وسوء إدارة المياه، ونقص الدعم الحكومي، من العوامل الرئيسية التي أدت في النهاية إلى نشوب الحرب الأهلية السورية.

## التخفيف
تمتلك سوريا احتياطيات معتدلة من الوقود الأحفوري متمثلا في النفط والغاز الطبيعي، على الرغم من أن كليهما يساهم في انبعاثات الغازات الدفيئة، وبالتالي في تغير المناخ. وقد بُذلت في سوريا جهود كبيرة لتوسيع نطاق استخدام الغاز الطبيعي لإنتاج الكهرباء. ويهيمن الوقود الأحفوري في الماضي والحاضر على مصادر الطاقة، على الرغم من أن الطاقة الكهرومائية تُعد أيضًا مصدرًا رئيسيًا لإنتاج الكهرباء في قطاع الطاقة في سوريا. وقد ازداد الاهتمام بالطاقة المتجددة باعتبارها مصدرًا مستدامًا على المدى الطويل. تسببت الحرب الأهلية السورية أيضًا في أضرار جسيمة للبنية التحتية في سوريا في مجالات مثل الرعاية الصحية والسكن، مما قلل من قدرة سوريا على الاستجابة للآثار السلبية لتغير المناخ. تفتقر البنية التحتية للكهرباء في سوريا إلى القدرة على تحمل الظواهر الجوية المتطرفة مثل موجات الحر، والتي من المتوقع أن تتفاقم. كما ازداد الطلب على أنظمة التبريد في سوريا مع التوسع الحضري والنمو السكاني وارتفاع درجات الحرارة.

## التكيف
تتمتع سوريا بقابلية عالية لاستخدام الطاقة الشمسية، حيث يبلغ متوسط مستويات الإشعاع حوالي 5 كيلوواط/ساعة/متر مربع/يوم. وقد استُخدمت في سوريا بالفعل بعض أنظمة تسخين المياه باستخدام الطاقة الشمسية، كما وُضعت خطط لتوسيع نطاق استخدام أنظمة الطاقة الكهروضوئية للتطبيقات السكنية والريفية. ويُظهر أطلس الرياح في سوريا سرعات رياح واعدة في المناطق الوسطى والجنوبية والساحلية. وبهذه السرعات، تمتلك سوريا القدرة على إنتاج 85,000 ميغاواط من الكهرباء باستخدام طاقة الرياح. كما تكفي موارد الكتلة الحيوية، سواء المخلفات الحيوانية أو الزراعية، لإنتاج ما يقارب 357 مليون متر مكعب من الغاز الحيوي سنويًا. ورغم أهمية مصادر إنتاج الطاقة الكهرومائية، إلا أنها تظل محدودة باستمرار بسبب انخفاض معدلات هطول الأمطار في سوريا والاعتماد على الأنهار الدولية.

## السياساسات
شاركت سوريا في إقرار عدد من السياسات البيئية الدولية للحد من التغيرات المناخية، بعضها من خلال اتفاقية الأمم المتحدة الإطارية بشأن تغير المناخ، مثل قوائم حصر غازات الاحتباس الحراري لعام 2010. من المعروف أن التشريعات البيئية الداخلية لسوريا يصعب إنفاذها، وخاصة بسبب الاضطرابات الناجمة عن الحرب الأهلية السورية، كما ثبت أن الهجمات البيئية المتعمدة يصعب إيقافها أو يصعب إنفاذها نظرًا للحدود الغامضة والعالية التي نوقشت جيدًا لكل من القانون البيئي السوري وكذلك القوانين الإنسانية والبيئية الدولية.

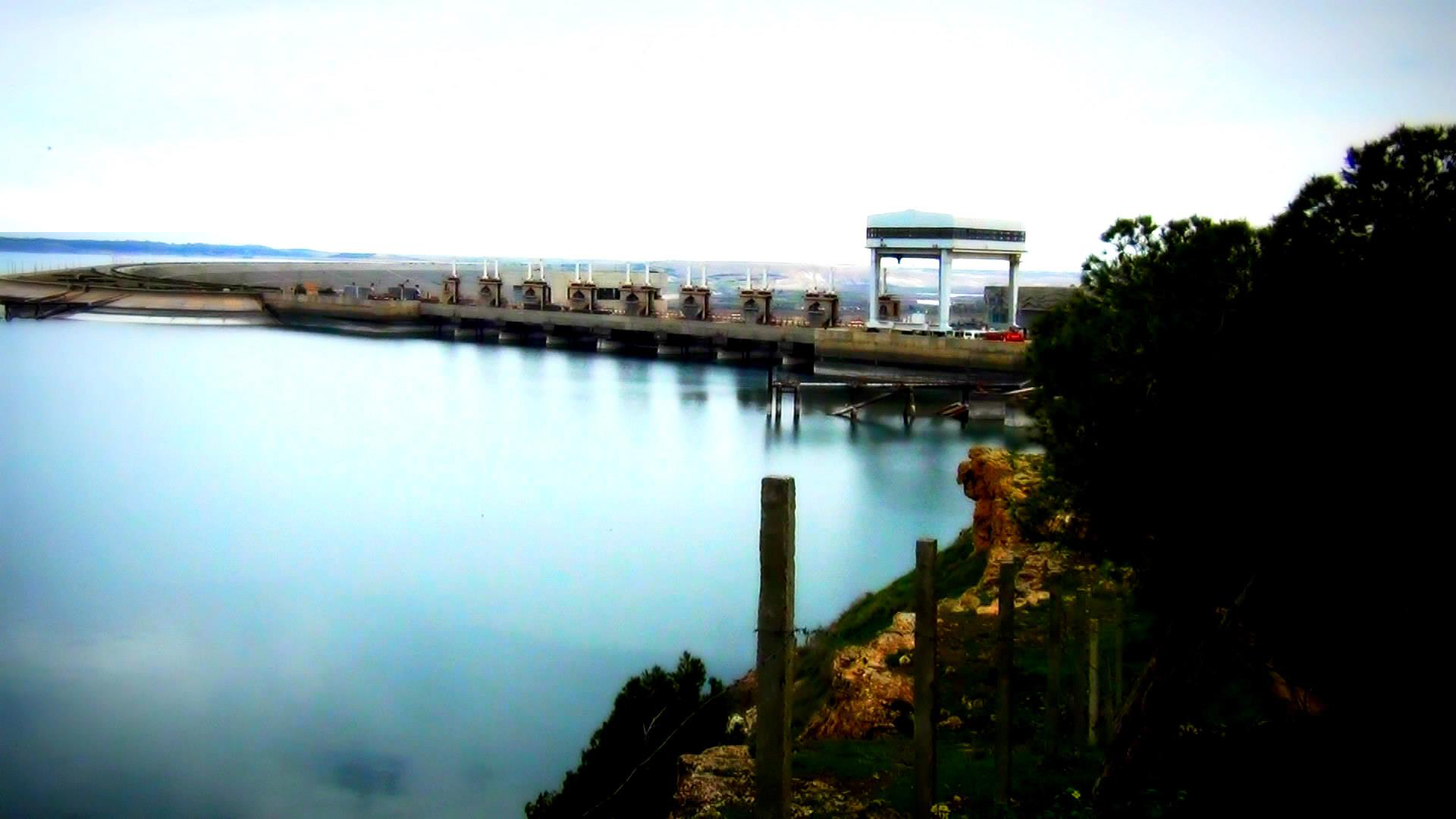
سد الطبقة في مدينة الرقة بسوريا

وفي محاولة منها لتحسين إنتاج الغذاء في البلاد وري أجزاء من سهوب الشرق الأوسط، وضعت الحكومة السورية سياسات عدة تتمحور حول توسيع الري وبناء السدود وبناء الخزانات. إلا أن النتائج المتعلقة باستدامة هذه المشاريع لم تكن حاسمة، ومع ذلك، فقد تبين أن ري بعض المناطق أدى إلى زيادة ملوحة التربة. كما ركزت الحكومة السورية، بالإضافة إلى المنظمات غير الحكومية المعنية بالغابات العاملة في المنطقة، على مكافحة التصحر وإزالة الغابات. لا تتجاوز مساحة الغابات في سوريا نسبة 3% من مساحة الأراضي السورية، ومعلى الرغم من ذلك تستخدم العديد من المجتمعات المحلية في تلك المناطق الغابات كمورد، مما يُدخل الحكومة السورية في صراع مع المزارعين الذين يرعون مواشيهم بشكل غير قانوني في الغابات وحولها.